# 富永秀一
富永 秀一（とみなが しゅういち、1967年8月27日 - ）は、愛知県豊明市在住の環境ジャーナリスト、環境思想家、講演講師。広島県福山市出身。血液型O型。広島大学附属中学校・高等学校、中央大学法学部法律学科卒業。元豊明市議会議員。既婚者で一男三女の父親。

## 来歴
大学卒業後、1990年に名古屋テレビ放送にアナウンサーとして入社。朝の情報番組から夕方のローカルワイド、スポーツ情報番組などでキャスターを務める中、入社2年目から環境をテーマにした数々のニュース企画や番組を企画してきた。その後の2000年に報道記者となり、名古屋市政などを担当するようになった。また、アナウンサー時代は冨永姓で活動していたが、同時期より漢字表記を富永に改めた。
2001年、環境問題にライフワークとして取り組むために名古屋テレビを退社して独立。インターネットeco放送局 otomi.tvを開設し、環境をテーマにした動画をここで一般公開するようになった。また、知恵とテクノロジーを駆使して効率を上げ、環境負荷を減らしながら金銭的にも精神的にも豊かに暮らすライフスタイル「エコ・ゴージャス」を提案し、講演会などを通じてその普及に努めている。2004年10月～2009年3月、東海テレビ放送の対談番組『素敵にTalkII 〜環境立国への前奏曲〜』（2006年4月からは『素敵にTalkIII 〜環境立国への交響曲〜』の題で放送）のディレクターを務めた。
2009年2月、化石燃料から再生可能エネルギーへの切り替えに目的を限定し、無限の予算が使える特別組織を国際連合のもとに設立することを提言した。
2013年4月、5月 『迫り来る気候変動の恐怖 ～地球温暖化が招く未曾有の危機～』前編、後編 出版。
2015年4月、愛知県豊明市議会議員に初当選。1期務めたが2019年に行われた次の選挙では落選した。
2019年5月、YouTubeにおいて、言葉使いはやさしく、内容は深く話すことを目指したシリーズ「otomiさんの環境のお話」の公開を開始した。

## アナウンサー時代の担当番組
- コケコッコー（『納得いかないコーナー』→『どうすりゃいいのよ!?お冨さん』→『どうすりゃいいのよ』担当） - このコーナーは、1997年に放送活動部門で民間放送連盟賞に入選した。
- 情報ライブ トゥー・ユー! （キャスター）
- 名古屋テレビニュース
- ドラゴンズ倶楽部
- スポーツ中継（高校野球、Vリーグ、全日本大学駅伝など）